# Les Anges (émission de télévision)
Pour l’article homonyme, voir Les Anges.
Les Anges, anciennement Les Anges de la téléréalité, est une série télévisée française de téléréalité produite par la société La Grosse Équipe et diffusée sur NRJ 12 entre le 10 janvier 2011 et le  4 décembre 2020.
Le principe est de faire cohabiter d'anciens candidats d'émissions de téléréalité dans une villa située dans une ville ou une région mythique d'un pays étranger, qui varie chaque saison. Le but des candidats est de percer dans leurs milieux professionnels grâce aux multiples contacts du parrain des Anges (Fabrice Sopoglian).
Lors des onze premières saisons de l'émission, le générique est un featuring entre Gilles Luka et la chanteuse Nyusha. Le titre se nomme Plus Près (We Can Make It Right). Lors de la huitième saison, la candidate Aurélie Preston a réalisé, avec Gilles Luka, une nouvelle version du même titre qui est alors devenue le générique de la saison. Le générique est changé lors de la douzième saison, il s'intitule The World Tonight.
L'émission est diffusée du lundi au vendredi en avant-soirée. Lors des 9 premières éditions, le programme est précédé par Le Mad Mag (appelé Les Anges de la Télé-Réalité: Le Mag, lors des cinq premières saisons), une émission en plateau réunissant des personnalités de la téléréalité agrémenté de chroniques, suivi de l'épisode du jour.
La première saison s'est achevée le 17 février 2011. À la suite du succès de cette première édition, une deuxième saison a été diffusée du 23 mai 2011 au 23 juin 2011 puis une troisième du 26 septembre 2011 au 25 novembre 2011. La quatrième saison a démarré le 16 avril 2012 pour s'achever le 29 juin 2012. La cinquième saison a été diffusée le dimanche 3 mars 2013 par un prime en seconde partie de soirée et s'est terminée le 2 juillet 2013 par un prime de fin. La sixième saison a été diffusée à partir du 9 mars 2014 et s'est finie le 6 juillet 2014 par de nouveau un prime de fin. La septième saison a été diffusée du 8 mars 2015 et s'est achevée le 5 juillet 2015 sur un prime. La huitième saison a été diffusée du 22 février 2016 au 1er juillet 2016. À la suite du départ de Matthieu Delormeau de NRJ 12, c'est Ayem Nour qui devient animatrice de l'émission. La neuvième saison a été diffusée du 6 février 2017 au 30 juin 2017. La dixième saison a été diffusée entre le 12 mars 2018 et le 6 juillet 2018. La onzième saison a été diffusée du 4 février 2019 au 5 juillet 2019. Enfin, la douzième saison est diffusée à partir 3 février 2020 et interrompue le 20 mars 2020 ; des suites de la pandémie de coronavirus. Les épisodes inédits reprennent du 24 août 2020 au 4 décembre 2020.
À la suite des différentes polémiques autour d’accusations de harcèlement lors du tournage de certaines saisons, particulièrement lors de la quatrième saison du spin-off des Anges, Les Vacances des anges, NRJ 12 décide de ne pas renouveler l'émission-mère pour une treizième édition à la saison 2021-2022, marquant ainsi la fin du programme après 10 ans d'antenne.
Depuis le 21 juin 2024, les anciennes saisons sont progressivement disponibles sur la plateforme de streaming TF1+, mais le groupe TF1 n'envisage pas une reprise de l'émission.

## Saison 1:Los Angeles

Logo de la saison 1.

La première saison, intitulée Les Anges de la téléréalité : Los Angeles, a été diffusée à l'hiver 2011 du lundi 10 janvier 2011 au jeudi 17 février 2011 et s'est déroulée à Los Angeles aux États-Unis. Pour cette première saison, huit anciennes personnalités issues de la téléréalité logeaient dans une villa de Beverly Hills avec un objectif commun : « devenir célèbre aux États-Unis ». Le tournage s'est déroulé du samedi 20 novembre 2010 au lundi 20 décembre 2010.
Thibaut Valès, le producteur, a révélé le salaire des candidats qui s'élèverait à 7 500 € bruts. Romain, de la troisième saison de Secret Story, est apparu dans quelques épisodes car il vivait déjà à Los Angeles. Cindy Sander a également reçu la visite de son fiancé et de son fils à la villa lors de la quotidienne du 31 janvier 2011. Dans les derniers épisodes, Amélie et Senna se rendent à Las Vegas pour une fausse cérémonie de mariage en compagnie de Marlène et Diana.

L’émission est un succès d'audience pour NRJ 12. Après un début assez timide avec seulement 250 000 téléspectateurs à 17 h 50, les dernières quotidiennes ont attiré près de 500 000 téléspectateurs en moyenne. Cette audience permet à la chaîne de réaliser des records et parfois même d'être en tête des audiences de la TNT.
| Participant(e)s | Participations                      | Objectif professionnel                             |
| --------------- | ----------------------------------- | -------------------------------------------------- |
| Steevy Boulay   | Loft Story 1                        | Passer du bon temps                                |
| Astrid Poubel   | L'Île de la tentation 8             | Devenir mannequin aux États-Unis                   |
| Marlène Duval   | Loft Story 2                        | Signer avec un label américain                     |
| Senna Hounhanou | Secret Story 4                      | Devenir mannequin                                  |
| Amélie Neten    | Secret Story 4                      | Devenir modèle photo                               |
| Cindy Sander    | Nouvelle Star 6                     | Signer avec un label américain                     |
| John-David Dery | Secret Story 2                      | Mixer à Los Angeles                                |
| Diana Jones     | L'Île de la tentation 1 Nice People | Devenir une star de la télé-réalité aux États-Unis |
| Romain Chavent  | Secret Story 3                      | Aucun                                              |

## Saison 2:Miami Dreams

Logo de la saison 2

Une deuxième saison, intitulée Les Anges de la téléréalité : Miami Dreams, a été diffusée au printemps 2011 sur NRJ 12 du lundi 23 mai 2011 au dimanche 26 juin 2011, ainsi que sur Plug RTL. Elle s'est déroulée aux États-Unis à Miami, en Floride. Le casting compte neuf candidats qui ont évolué dans la villa de l'acteur Jackie Chan louée pour le tournage. Pendant l'aventure, Les candidats ont accueilli trois candidates de la première saison venues en tant qu'invitées, il s'agit d'Amélie Neten, Astrid Poubel et Diana Jones. Les téléspectateurs ont pu choisir sur le site internet de la chaîne parmi les candidats de la saison 1 qu'ils voulaient revoir dans l'émission. Le tournage de cette deuxième saison a eu lieu du lundi 18 avril 2011 au dimanche 8 mai 2011. Pour cette saison, les candidats ont touché 2 500 € par semaine. Enfin, Marie-France Polimeno (Qui veut épouser mon fils ?) devait être l'intendante, avec une possible participation de Giuseppe, mais elle a préféré participer à Carré ViiiP.
Pendant la saison, différents invités se sont succédé. Ainsi, Monia a enregistré un titre avec le chanteur Coolio et Senna Hounhanou, candidat de la première saison, a choisi de tourner le clip de son titre Clap Your Hands avec Caroline. L'actrice Pamela Anderson est venu passer une soirée à la villa et officie en tant que marraine de la saison. Enfin, les chanteurs Craig David et Gilles Luka et l'animateur Dominique Damien-Réhel sont venus rencontrer et prodiguer des conseils les Anges.
Les singles commercialisés s'intitulent Clap Your Hands de Senna et It's Ok, It's Alright de Sofiane. Le démarrage de la deuxième saison a été un succès puisque 475 000 téléspectateurs étaient présents contre 263 000 pour la première saison. Au cours de la première semaine de diffusion, l'émission a réalisé une moyenne de 430 000 spectateurs, soit 3,8 %.
| Participant(e)s              | Participations             | Objectif professionnel                           |
| ---------------------------- | -------------------------- | ------------------------------------------------ |
| Julie Ricci                  | Top Model 2 Secret Story 4 | Créer sa marque de vêtements                     |
| Brandon Yokouchi             | L'Île de la tentation 1    | Devenir professeur de yoga pour les stars        |
| Caroline Receveur            | Secret Story 2             | Signer un contrat dans une agence de mannequins  |
| Marvin Maarek                | Génération Mannequin 4     | Signer un contrat dans une agence de mannequins  |
| Loana Petrucciani            | Loft Story 1               | Retrouver la forme                               |
| Daniela Martins              | Secret Story 3             | Décrocher un rôle dans un film américain         |
| Sofiane Tadjine-Lambert      | Star Academy 4             | Enregistrer un hit aux États-Unis                |
| Monia Righi                  | Popstars 2                 | Enregistrer un hit aux États-Unis                |
| Jonathan Cannarsa-Hirschberg | Secret Story 3             | Décrocher un rôle dans un film américain         |
| Astrid Poubel                | Les Anges 1                | Poursuivre sa carrière de modèle photo           |
| Dominique-Damien Réhel       | Génération Mannequin 1 à 4 | Créer la chorégraphie d'un spectacle pour enfant |
| Senna Hounhanou              | Les Anges 1                | Tourner le clip de son titre "Clap Your Hands"   |
| Amélie Neten                 | Les Anges 1                | Aucun                                            |
| Diana Jones                  | Les Anges 1                | Aucun                                            |

## Saison 3:I Love New York

Logo de la saison 3

Une troisième saison, intitulée Les Anges de la téléréalité 3 : I Love New York, a été diffusée sur NRJ 12 du lundi 26 septembre 2011 au vendredi 2 décembre 2011, ainsi que sur Plug RTL. Cette saison a été commandée avant même la diffusion de la deuxième au printemps 2011. Après Los Angeles et Miami, c'est la mégapole de New York qui a été choisie. Les épisodes tournés du lundi 15 août 2011 au dimanche 25 septembre 2011 se sont déroulés dans un loft de plus de six cents mètres carrés situé en face de Manhattan, à Jersey City dans l'État du New Jersey.
Cette saison a accueilli onze candidats. Contrairement aux saisons précédentes, il y a un candidat inconnu appelé « Ange anonyme » n'ayant jamais participé à une émission de téléréalité. Il a été sélectionné parmi 3 000 postulants sur le site officiel de NRJ 12. Guillaume Van Kann, bien qu'il soit l'Ange anonyme, a participé au jeu télévisé Les Douze Cœurs, en 2008 sur NRJ 12.
L'actrice Shannen Doherty est la marraine de la saison. L'émission, qui a duré six semaines (quarante-cinq épisodes et cinq épisodes des meilleurs moments de l'aventure), a connu ses meilleures audiences lors des deux épisodes où intervenait Clara Morgane, venue soutenir l'association Meghanora. Le blogueur américain Keenan Cahill et les chanteurs Prodigal Sunn et Gilles Luka sont également venus rendre visite aux Anges dans le loft.
Les titres commercialisés de cette saison s'intitulent Silent Room de Myriam Abel, Hot de Mathieu Edward, et Show Some Love de Carine. L'émission, initialement prévue pour être diffusée à 18 h 40, a été reprogrammée à la fin de la première semaine de diffusion à 17 h 10, faute d'audience. La saison ne retrouve pas le même succès que ses prédécesseures malgré de bons scores sur les cibles commerciales. La troisième saison a réuni en moyenne 298 000 téléspectateurs, soit une perte de plus de 200 000 téléspectateurs par rapport aux saisons précédentes.
| Participant(e)s            | A participé à                      | Objectif professionnel                      |
| -------------------------- | ---------------------------------- | ------------------------------------------- |
| Mickaël Vendetta           | La Ferme Célébrités en Afrique     | Lancer sa ligne de vêtements aux États-Unis |
| Carine Haddadou            | Star Academy 1                     | Signer avec un producteur de musique        |
| Kamel Djibaoui             | Loft Story 2                       | Devenir comédien                            |
| Émilie Nef Naf             | Secret Story 3                     | Devenir coiffeuse de stars à New-York       |
| Annaelle Abguillerm        | Poker Mission Caraïbes             | Signer un contrat de mannequin              |
| Kevin Miranda              | Dilemme                            | Devenir comédien                            |
| Mathieu Edward             | Star Academy 7                     | Enregistrer un nouvel album                 |
| Myriam Abel                | Nouvelle Star 3                    | Signer avec un producteur de musique        |
| Benjamin Kalifa            | L'Île de la tentation 6 Top Chef 1 | Devenir Chef dans un grand restaurant       |
| Stéphanie Clerbois         | Secret Story 4                     | Signer un contrat de modèle photo           |
| Guillaume Lemaire Van Kann | Ange anonyme                       | Organiser des soirées à New-York            |
| Clara Morgane              | Brother and Brother                | Faire un shooting photo avec Les Anges      |
| Marlène Duval              | Les Anges 1                        | Aucun                                       |
| Sofiane Tadjine-Lambert    | Les Anges 2                        | Aucun                                       |

## Saison 4:Club Hawaï

Logo de la saison 4

La quatrième saison, annoncée le 25 novembre 2011 et intitulée Les Anges de la téléréalité 4 : Club Hawaï, a été diffusée au printemps 2012 sur NRJ 12 du 16 avril 2012 au 29 juin 2012, ainsi que sur Plug RTL. Après Los Angeles, Miami et New York, c'est à Hawaï, aux États-Unis, qu'elle s'est déroulée. Comme sa prédécesseure, un « Ange anonyme » figure parmi la liste des participants. De plus, les Anges tiennent un restaurant nommé le « Club Hawaï » dont les fonds récoltés vont à l'association Cœur des Anges, une association pour enfants malades. Catherine, l'une des Anges, en est la marraine lors de l'émission. Les candidats évoluent dans la villa située au 4292 Kahala Avenue, Honolulu, Hawaï, États-Unis. Le tournage s'est déroulé du 13 février 2012 au 30 mars 2012 pour une durée de six semaines. Marie-France Polimeno (Qui veut épouser mon fils ?) devait être l'intendante de cette saison mais à la suite d'un problème familial, elle n'a pas pu y participer. Enfin, pendant la saison, les Anges se sont rendus à Los Angeles pour y effectuer certaines activités.
Des invités vedettes sont également venu rendre visite aux candidats : Perez Hilton, blogueur people influent, Dennis Rodman, ancien membre de la NBA ayant participé à plusieurs émissions de téléréalité dont Celebrity Big Brother et The Celebrity Apprentice et Eric Benét, chanteur de R'n'B.
Les singles commercialisés s'intitulent Dingue de Toi (Nabi… Nabilla) de Sofiane (classé à la 25e place du top SNEP), Be Mine de Bruno (64e place), et Prêt pour Danser des Anges (groupe formé de Myriam, Bruno, Julia et Mohamed).
Cette saison est la première qui atteint le million de téléspectateurs. Elle l'atteint à deux reprises, le 22 mai 2012 (1,03 million et 9,9 % de PDM) et le 12 juin 2012(1,18 million et 10,3 % de PDM), et surperforme également auprès de son cœur de cible : les 15-24 ans (29,8 % de PDM le 2 mai 2012 et 39,5 % de PDM le 20 juin 2012).
| Participant(e)s         | Participations        | Objectif professionnel                                                          |
| ----------------------- | --------------------- | ------------------------------------------------------------------------------- |
| Amélie Neten            | Les Anges 1 & 2       | Créer une ligne de vêtements pour enfants                                       |
| Sofiane Tadjine-Lambert | Les Anges 2 & 3       | Enregistrer un nouveau hit aux États-Unis                                       |
| Myriam Abel             | Les Anges 3           | Signer dans une maison de disque américaine                                     |
| Marie Garet             | Secret Story 5        | Devenir égérie d'une marque américaine et continuer sa carrière de modèle photo |
| Geoffrey Crousillat     | Secret Story 5        | Signer dans une agence de mannequin                                             |
| Nabilla Benattia        | L'amour est aveugle 2 | Devenir mannequin glamour aux États-Unis                                        |
| Anthony Amar            | Koh-Lanta 11          | Devenir coach sportif aux États-Unis                                            |
| Aurélie Van Daelen      | Secret Story 5        | Devenir animatrice de télévision                                                |
| Bruno Moneroe           | Nouvelle Star 4       | Enregistrer un hit aux États-Unis                                               |
| Julia Flabat            | L'Île des vérités 1   | Signer dans une agence de mannequin                                             |
| Mohamed Aziz            | Ange anonyme          | Devenir danseur professionnel aux États-Unis                                    |
| Catherine Brun          | Koh-Lanta 6           | Gérer le "Club Hawaï"                                                           |

## Saison 5:Welcome to Florida

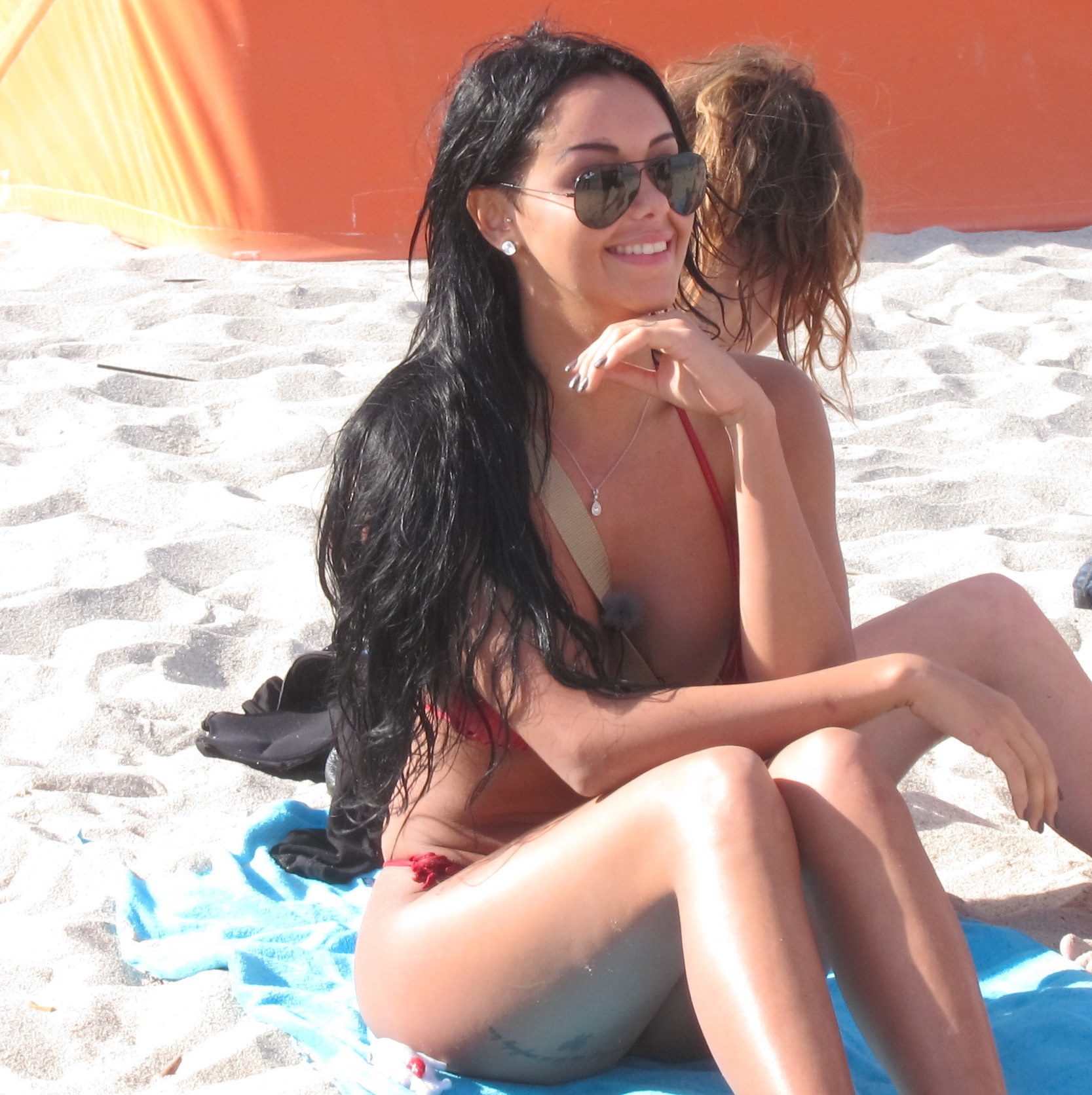
Nabilla Benattia lors du tournage de la saison 5, à South Beach.

La cinquième saison, intitulée Les Anges de la télé réalité 5 : Welcome To Florida, a été diffusée au printemps 2013 sur NRJ 12 du 4 mars 2013 au 2 juillet 2013, ainsi que sur Plug RTL. Initialement prévue aux Bahamas, à Paradise Island, le tournage s'est finalement déroulé aux États-Unis à Miami, en Floride. La villa dans laquelle les Anges ont logé est l'ancienne propriété de Janet Jackson située au 2890 NE 28th ST Fort Lauderdale FL 33306. Les candidats se sont envolés le 13 janvier 2013 et y sont restés dix semaines, jusqu'au 25 mars 2013. Cette année, les Anges ont soutenu l'association Un enfant par la main et ont pour objectif de récolter 15 000 dollars pour la construction d'une école au Sénégal. La marraine de cette édition est Kim Kardashian, la « reine de la télé-réalité ». Les Anges ont également eu l'opportunité de rencontrer la mannequin Dita von Teese, venue rencontrer Nabilla pour une séance photos, et Gilles Lukas, chanteur du groupe Ocean Drive, pour enregistrer l'hymne.
Kelly Helard et Christopher Via Putje (Les Ch'tis) devaient participer au programme, mais arrivé aux États-Unis, le couple a été interdit de tournage par W9 pour des raisons contractuelles. Ils ont du coup tournés Mon Cœur... mon Amour pour Le Mag diffusé à partir du 24 février 2014.
Cette saison, les candidats ont visité par groupes séparés plusieurs destinations aux États-Unis le temps de quelques jours. Ils sont ainsi allés à New York, à Los Angeles, à Las Vegas, à Houston. Ils sont également allés aux Bahamas.
Les singles commercialisés s'intitulent : Love Is What You Make of It de Maude Harcheb (troisième place du top SNEP ; douzième dans les classements belges), l'hymne des Anges 5, Ocean Drive Avenue des Anges de la téléréalité 5 (vingt-troisième place), Another Day d'Aurélie, et I Realize d'Alban.
La saison 5 a réuni pendant dix-huit semaines environ 900 000 téléspectateurs, soit 7,3 % d'audience. Sur 90 épisodes, 25 ont atteint le million de téléspectateurs. En plus des 90 épisodes quotidiens, NRJ 12 a diffusé sept primes : le premier en seconde partie de soirée qui ouvre la saison, un autre consacré à la visite de Kim Kardashian, quatre autres consacrés aux meilleurs moments inédits de la saison et le dernier tourné en plateau pour les retrouvailles des candidats.
À la suite de l'arrêt provisoire de la diffusion de la douzième saison, cette saison est rediffusée sur NRJ 12 depuis le 23 mars 2020 du lundi au vendredi à partir de 16 h 15, à raison de deux épisodes inédits par jour.
| Participant(e)s      | Participations               | Objectif professionnel                                                                               |
| -------------------- | ---------------------------- | --- |
| Amélie Neten         | Les Anges 1,2 & 4            | Distribuer sa marque de vêtements pour bébés aux États-Unis                                          |
| Nabilla Benattia     | Les Anges 4                  | Devenir modèle reconnue aux États-Unis                                                               |
| Thomas Vergara       | Secret Story 6               | Signer dans une agence de mannequins internationale                                                  |
| Capucine Anav        | Secret Story 6               | Devenir modèle photo                                                                                 |
| Benjamin Machet      | La Belle et ses princes... 1 | Devenir l'égérie d'une marque américaine                                                             |
| Aurélie Dotremont    | L'Île des vérités 2          | Devenir égérie d'une marque américaine / Enregistrer son premier single avec un producteur américain |
| Samir Benzema        | L'Île des vérités 2          | Devenir mannequin et comédien aux États-Unis                                                         |
| Marie Parmentier     | Koh-Lanta 12                 | Devenir une chef française réputée aux États-Unis                                                    |
| Alban Bartoli        | The Voice 1                  | Enregistrer un hit                                                                                   |
| Maude Harcheb        | Ange anonyme                 | Enregistrer son premier single                                                                       |
| Michael Essouong     | Ange anonyme                 | Devenir bodyguard de stars                                                                           |
| Frédérique Brugiroux | Koh-Lanta 10                 | Responsable des missions des Anges                                                                   |
| Vanessa Lawrens      | L'Île de la tentation 8      | Signer dans une agence de mannequins aux États-Unis                                                  |
| Geoffrey Crousillat  | Les Anges 4                  | Aucun                                                                                                |
| Marie Garet          | Les Anges 4                  | Devenir comédienne aux États-Unis                                                                    |
| Marc Blata           | La Belle et ses princes... 1 | Devenir coach sportif de stars                                                                       |

Buzz autour de Nabilla
Cette cinquième saison a été marquée par un buzz autour d'une phrase prononcée par la candidate Nabilla Benattia, qui s'est étonnée du fait que deux autres candidates, à savoir Aurélie et Capucine, n'aient pas emmené de shampooing avec elles : « Allô ? Non mais allô, quoi ? T'es une fille, t'as pas de shampooing ! Allô ! Je sais pas moi, vous me recevez ? T'es une fille, t'as pas de shampooing ! C'est comme si je te dis : t'es une fille, t'as pas de cheveux ! ». Les propos de Nabilla ont fait l'objet de nombreuses reprises, parodies et détournements, notamment sur Internet, ont inspiré des publicités,,,, et sont devenus une marque déposée,,. Le buzz autour de la séquence a permis à la candidate de devenir une personnalité médiatique : en 2013, elle est la vedette de l'émission Allô Nabilla, qui la met en scène avec sa famille.

## Saison 6:Australia
Le 16 septembre 2013, il est annoncé qu'une sixième saison est en préparation. Elle s'est déroulée en Australie dans un domaine à Bayview au Nord de Sydney, en Nouvelle-Galles du Sud. Cette sixième saison s’intitule Les Anges de la téléréalité 6 : Australia. Elle a débuté le 9 mars 2014 avec un prime en seconde partie de soirée et s'est terminée le 6 juillet 2014 par le prime Les Anges 6 : Les Retrouvailles. Le tournage a débuté le 9 janvier 2014 et s'est terminé le 17 mars 2014.
Tout comme dans la saison 5, les Anges ont eu pour but de récolter 10 000 dollars pour l'association Un Rêve, Un Sourire. De même, ils ont effectué plusieurs voyages pendant leur séjour :
- Jungle Trip : Amélie, Anaïs, Benjamin, Eddy et Thibault ont visité la forêt vierge de Daintree dans les environs de Cairns.
- Rodeo Trip : Shanna, Dania, Sofiane et Thibault ont passé une semaine dans un ranch du Bush australien.
- Tangalooma Island : Amélie, Julien, Julien et Vanessa sont partis travailler une semaine dans un hôtel sur l'île paradisiaque de Tangalooma.

Concernant les audiences, le prime de lancement a réuni 357 000 téléspectateurs, soit 3 % des parts de marché. Les deux premiers épisodes ont réuni 583 000 et 850 000 téléspectateurs, soit respectivement 6,1 % et 6,4 % des parts de marché. Les deux derniers épisodes ont enregistré à eux deux 694 000 téléspectateurs, représentant ainsi 5,6 % des parts de marché. Enfin, l'épisode 20 du jeudi 3 avril 2014 représente le record d'audiences de la saison, avec 1 097 000 téléspectateurs pour 8 % des parts de marché.
L'Ange anonyme Dania Giò est la chanteuse du thème principal des bandes originales des dessins animés Tara Duncan - La série et de la saison 5 des Totally Spies. Elle avait déjà sorti auparavant un single intitulé S'il nous plaît. Enfin, lors du prime de fin, Shanna a été élue Ange préféré du public et a reçu les ailes d'or.
| Participant(e)s            | A participé à                 | Objectif professionnel               |
| -------------------------- | ----------------------------- | ------------------------------------ |
| Anaïs Camizuli             | Secret Story 7                | Devenir danseuse professionnelle     |
| Eddy Ben Youssef           | Secret Story 7                | Devenir danseur professionnel        |
| Julien Guirado             | Secret Story 7                | Intégrer un grand club de football   |
| Amélie Neten               | Les Anges 1,2,4 & 5           | Chef des projets caritatifs          |
| Benjamin Machet            | Les Anges 5                   | Devenir acteur professionnel         |
| Nelly Chanteloup           | La Belle et ses princes... 2  | Devenir maquilleuse de stars         |
| Julien Ettore Bert         | L'Île des vérités 3           | Intégrer un grand club de football   |
| Kelly Helard               | Les Ch'tis 1,2 & 3            | Devenir danseuse professionnelle     |
| Thibault Kuro Garcia       | Les Marseillais 1 & 2         | Devenir mannequin professionnel      |
| Shanna Kress               | Les Marseillais 1 & 2         | Enregistrer son premier single       |
| Naïs Mod                   | Ange Anonyme                  | Devenir chef cuisinière              |
| Dania Bartolomeo           | Ange Anonyme                  | Enregistrer son premier hit          |
| Linda Roubine              | Qui veut épouser mon fils ? 2 | Intendante du domaine                |
| Christie Nicora            | Génération Mannequin 1        | Devenir mannequin professionnelle    |
| Sofiane Boncoeur           | Nouvelle Star 8               | Enregistrer son premier single       |
| Maude Harcheb              | Les Anges 5                   | Tourner le clip de son single "Cool" |
| Frédérique Brugiroux       | Les Anges 5                   | Intendante du domaine                |
| Vanessa Lawrens            | Les Anges 5                   | Poursuivre son activité de mannequin |
| Jérémy "Jeremstar" Gisclon | L'Île des vérités 3           | Interviewer les Anges pour son blog  |
| Latifa Ichou               | Top Chef 4 & 5                | Être à la tête d'un restaurant       |
| Benoît Dubois              | Secret Story 4 Carré ViiiP    | Devenir sauveteur en mer             |

Polémiques
- Sydney, le bébé kangourou qui était la mascotte de la saison, a été transféré d'urgence au zoo de Sydney à la suite des mauvais traitements de la part des candidats[68]. Dans les épisodes des Anges, sa disparition a été mise en scène, Dania et Shanna faisant semblant de le chercher. Après de nombreuses rumeurs insistantes sur le décès du kangourou, l'association a annoncé que Cloudy, le nouveau prénom du kangourou, a retrouvé la santé mais qu'il aura des séquelles irréversibles au cerveau à cause de ses semaines passées dans la villa[69].
- Julien Bert a "biflé" Frédérique alors qu'elle se reposait au bord de la piscine, suscitant alors de vives réactions sur les réseaux sociaux qualifiant l'acte comme une agression sexuelle voire un viol[70].
- Cette saison a été vivement critiquée via la presse et les réseaux sociaux, notamment pour les contacts professionnels rares et sans suites après la fin du programme. De plus, les voyages effectués pendant l’aventure n'avaient aucun lien avec les projets professionnels des candidats.
- Le propriétaire du domaine a retrouvé son bien avec d'importantes dégradations sur les murs, les meubles et dans le jardin[71].

## Saison 7:Latin America
Après les rumeurs d'une saison en croisière, la septième édition des Anges, qui s'intitule Les Anges 7 : Latin America, s'est réalisée à Rio de Janeiro au Brésil, en Amérique du Sud. Le tournage a été filmé dans la même villa où s'est tournée le film brésilien DJ Cendrillon, diffusé sur Netflix.
Pour cette saison, le parrain a changé à la suite du départ de Fabrice Sopoglian. Il a été remplacé par Narcisa Tamborindeguy et Benjamin Cano. Le tournage a débuté le 12 janvier 2015 et s'est terminé le 15 mars 2015. L'épisode de lancement d'une durée exceptionnelle de deux heures a été diffusé le 8 mars 2015 et a permis aux téléspectateurs de suivre les Anges pendant leur premier jour à Rio. À l'issue de 24 heures, les Anges ont dû éliminer l'un des deux Anges anonymes. C'est Maëva, qui avait pour projet de devenir chanteuse, qui a été éliminée. À la suite de cela, les épisodes ont été diffusés à partir du 9 mars 2015. Enfin, cette saison a été, comme pour les saisons 5 et 6, close par une prime de fin le 5 juillet 2015.
Comme dans la saison précédente, les Anges ont eu pour but de récolter dix mille euros pour l'association Un Rêve, Un Sourire. De plus, Ils se sont vus confier la responsabilité de Rio, un chiot. Cette saison a également été marquée par le mariage de Shanna et Thibault. Enfin, pour la première fois depuis le début de l'émission, Laura, une fan, a été sélectionnée pour passer une journée avec les Anges lors des derniers épisodes.
Comme dans les saisons 5 et 6, les Anges ont fait différents voyages afin d'y accomplir leurs projets professionnels. Cette saison, ils se sont effectués dans différents pays d'Amérique du Sud, à savoir à Buenos Aires en Argentine, dans la forêt tropicale d'Amazonie et au Panama.
À la suite de l'arrêt provisoire de la diffusion de la douzième saison, cette saison est rediffusée sur NRJ 12 depuis le 25 mai 2020 du lundi au vendredi à partir de 17 h 50, à raison de trois épisodes par jour.
| Participant(e)s      | A participé à                 | Projet professionnel |
| -------------------- | ----------------------------- | -------------------- |
| Amélie Neten         | Les Anges 1,2,4,5 & 6         | Mission association  |
| Vivian Grimigni      | Secret Story 8                | Comédien             |
| Jessica Da Silva     | Secret Story 8                | Footballeuse         |
| Eddy Ben Youssef     | Les Anges 6                   | Danseur              |
| Nathalie Andreani    | Secret Story 8                | Relookeuse           |
| Raphaël Pépin        | Les Princes de l'Amour 2      | Mannequin            |
| Barbara Lune         | Nouvelle Star 8               | Chanteuse            |
| Micha Ionnikoff      | Les Marseillais 3             | Pâtissier            |
| Jon Ali              | The Voice 2                   | Chanteur             |
| Coralie Delmarcelle  | La Belle et ses princes... 3  | Mannequin            |
| Somayeh Rashidi      | Ange Anonyme                  | Mannequin            |
| Steven Bachelard     | Qui veut épouser mon fils ? 3 | DJ                   |
| Shanna Kress         | Les Anges 6                   | Danseuse / Chanteuse |
| Thibault Kuro Garcia | Les Anges 6                   | Mannequin            |
| Maeva Karen Jolard   | Ange Anonyme                  | Chanteuse            |
| Julia Paredes        | Friends Trip 1 & 2            | Danseuse             |
| Corinne Bachelard    | Qui veut épouser mon fils ? 3 | Coach danse sportive |
| Anaïs Camizuli       | Les Anges 6                   | Danseuse             |
| Vincent Quieijo      | Secret Story 7 & 8            | Aucun                |
| Linda Roubine        | Les Anges 6                   | Doyenne              |
| Anaïs Sanson         | Les Princes de l'Amour 1 & 2  | Aucun                |

## Saison 8:Pacific Dream
La huitième édition des Anges s'est déroulée aux États-Unis, à Kailua, dans l'archipel d'Hawaï. De plus, afin de réaliser leurs projets professionnels, les Anges ont voyagé dans plusieurs autres régions de l'océan Pacifique, à savoir à Los Angeles, à Tokyo et en Alaska. Cette huitième saison s’intitule Les Anges 8 : Pacific Dream. Par ailleurs, Fabrice Sopoglian a fait son retour en tant que parrain. Enfin, les candidats avaient pour objectif de récolter 15 000 euros pour soutenir l'association ELA. Le tournage de cette saison a débuté le 9 janvier 2016 et s'est achevé le 3 mars 2016.
Cette saison a été diffusée du 22 février 2016 au 24 juin 2016 sur NRJ 12. Elle a démarré à 17 h avec une émission spéciale présentée par Ayem Nour suivie de deux épisodes inédits. Chaque soir, un épisode inédit était diffusé après Le Mad Mag à 18 h 10.
Pendant la saison, les Anges ont reçu la visite d'invités spéciaux, à savoir le rappeur et producteur américain Snoop Dogg, le chanteur Cris Cab, venu enregistrer un duo avec Nehuda, et Moani Hara, Miss Hawaï USA 2014.
Concernant les audiences, cette huitième saison a enregistré 501 000 téléspectateurs pour le prime de lancement, représentant 4,8 % de part de marché, soit de bons résultats. L'épisode qui le suivait a compté 743 000 téléspectateurs pour 5 % de part de marché. Le dernier épisode a, quant à lui, enregistré 482 000 téléspectateurs pour 4,6 % de part de marché.
À l'instar des saisons 5, 6 et 7, cette saison s'est achevée par des retrouvailles. Cependant, cette année, elles ont été diffusées sous forme de cinq épisodes tournés dans une villa en région parisienne et non en prime. Ils ont été diffusés la semaine du 27 juin 2016 au 1er juillet 2016.
| Candidat(e)                      | Participations                | Projet professionnel                         |
| -------------------------------- | ----------------------------- | -------------------------------------------- |
| Coralie Porrovecchio             | Secret Story 9                | Mannequin                                    |
| Mélanie Da Cruz                  | Secret Story 9                | Mannequin lingerie                           |
| Nicolas Nomal                    | Friends Trip 2                | Boxe thaï                                    |
| Nadège Lacroix                   | Secret Story 6 Friends Trip 2 | Wedding planner                              |
| Sarah "Fraisou" Chouiekh         | Les Princes de l'amour 2 & 3  | Mannequin grande taille / Danseuse burlesque |
| Nikola Lozina                    | Les Princes de l'Amour 3      | Mannequin                                    |
| Nehuda Jérôme                    | The Voice 4                   | Chanteuse                                    |
| Jeff Santiago                    | Koh-Lanta : Johor             | Comédien                                     |
| Jazmin "Jazz" Lanfranchi-Shooter | Qui veut épouser mon fils ? 4 | Sport de combat                              |
| Ricardo Pinto                    | Friends Trip 1 & 2            | Mannequin                                    |
| Andréane Chamberland             | Occupation Double 9           | Photographe                                  |
| Dimitri Delavegas                | Ange Anonyme                  | Athlète fitness                              |
| Aurélie Preston                  | Les Marseillais 4             | Chanteuse                                    |
| Raphaël Pépin                    | Les Anges 7                   | Mission association                          |
| Milla Jasmine                    | Les Princes de l'Amour 3      | Mission association                          |
| Eddy Ben Youssef                 | Les Anges 6 & 7               | Mission association                          |
| Amandine Michel                  | Giuseppe Ristorante           | Mission association                          |
| Tarek Benattia                   | Allô Nabilla                  | Mission association                          |

Les Retrouvailles
Pour clore cette saison, cinq épisodes intitulés Les Retrouvailles ont été diffusés sur NRJ 12 du 27 juin 2016 au 1er juillet 2016 à 18 h 15. Un concept inédit pour le programme phare de la chaîne. Au total, onze Anges ont participé aux retrouvailles, à savoir Coralie, Raphaël, Mélanie, Nicolas, Nadège, Sarah, Aurélie, Andréane, Jeff, Tarek et Dimitri.
Pendant trois jours de tournage, les Anges se sont retrouvés dans une villa en région parisienne à Saint-Prix dans le Val-d'Oise, avec au programme des défis pour l'association ELA, une soirée au Metropolis et une séance de dédicaces exceptionnelle au centre commercial O'Parinor.
Polémiques
Lors de la diffusion de l'épisode du 16 mai 2016, de nombreux internautes ont critiqué l'émission à la suite du harcèlement de Ricardo Pinto envers Aurélie Preston. Certains l'ont même signalé au CSA déplorant la violence et le harcèlement diffusé à l’écran. Le lendemain, le CSA a reçu 2 000 plaintes et avait ainsi ouvert un dossier pour l'analyser ultérieurement. Au total, 5 000 plaintes auraient été déposées au CSA à la suite de la diffusion de cet épisode.
Le CSA a réagi en mettant en garde fermement l’émission ainsi que le Mad Mag, menaçant de placer les deux émissions dans une classification de programme de catégorie III, autrement les interdire aux moins de 12 ans et les diffuser après 22 heures.

## Saison 9:Back to Paradise

Logo de la saison 9

À l'instar des deuxième et cinquième saisons, la neuvième édition des Anges s'est déroulée aux États-Unis, à Miami, en Floride. Elle s’intitule Les Anges 9 : Back to paradise. Le tournage, d'une durée de trois mois, a débuté le 4 janvier 2017 et s'est conclu le 24 mars 2017. Ainsi, elle a été diffusée sur NRJ 12 du 6 février 2017 au 30 juin 2017. Une émission spéciale du Mad Mag, consacrée à la présentation cette nouvelle saison et animée par Ayem Nour, précédait la diffusion des deux premiers épisodes. Enfin, un épisode inédit était diffusé chaque soir du lundi au vendredi à 18 h 15.
Par ailleurs, un groupe composé de huit Anges anonymes avait démarré l'aventure, en parallèle avec celle des Anges, à Las Vegas. Fabrice Sopoglian, le parrain, accompagné de professionnels, a ainsi évalué leurs performances concernant leurs projets professionnels. Finalement, ceux qui se sont démarqués ont rejoint les Anges.
De plus, les candidats avaient, comme chaque saison, un objectif caritatif à atteindre : récolter de l'argent en réalisant diverses missions pour l'association Sol En Si.
Une grande nouveauté, un robot prénommé Charlie, accompagnait les candidats dans leur quotidien : il servait principalement de lien entre le parrain et les Anges. Également, comme dans les saisons précédentes, les candidats ont dû s'occuper d'un animal de compagnie. Cette année, il s'agissait d'un chiot dalmatien nommé NJ. Enfin, les candidats ont renoué avec une tradition oubliée : celle de l’hymne des Anges.
Cette saison, les Anges ont reçu la visite de nombreux invités : le footballeur Clément Diop, qui avait pour objectif de juger le niveau de Giuseppe à Las Vegas, le chanteur Iyaz, venu collaborer avec Luna pour l’enregistrement du titre Run This Town, le boxeur Evander Holyfield, que Thomas a rencontre lors du séjour à Cuba pour parfaire son entraînement de boxe, l'acteur et mannequin Shemar Moore, venu entraîner les Anges comédiens dans en vue d'une audition pour la série Esprits criminels, et l'artiste Richard Orlinski, qui a présenté ses œuvres. Par ailleurs, Loana Petrucciani, de la deuxième saison des Anges, est venue passer une semaine auprès d'eux pour soutenir l'association. Les Anges ont également accueilli Jean-Michel Maire, journaliste et chroniqueur de l'émission TPMP, et Thomas Beatie, candidat de Secret Story 10.
Concernant les audiences, les deux premiers épisodes ont réuni 506 000 et 556 000 téléspectateurs, soit respectivement 3,4 % et 5,6 % des parts de marché. Le dernier épisode a enregistré seulement 257 000 téléspectateurs pour 2,8 % des parts de marché.
Enfin, à la manière des saisons précédentes, différents voyages ont été organisés pour permettre aux Anges de réaliser leurs projets professionnels :
- Havana Trip (épisodes 35 à 42) : Antho et Sarah sont partis réaliser leur séance photo à La Havane, à Cuba, dans le cadre de leur projet professionnel. Ils étaient accompagnés par Thomas, qui avait rendez-vous avec l'entraîneur de Tony Yoka, et Evy, partie suivre un cours de salsa[91].
- Hollywood Trip (épisodes 61 à 64) : À Los Angeles, en Californie, Carl et Milla ont réalisé le tournage de la publicité pour laquelle ils ont été sélectionnés. Ils étaient accompagnés par Jordan, qui a coiffé le présentateur de la cérémonie des Oscars Karl Schmid, et Kim, partie réaliser une séance photo avec le photographe Gilles Toucas pour la pochette de son single.
- Mexican Trip (épisodes 92 à 106) : Sarah, Thomas et Jordan sont partis concrétiser leurs projets professionnels à Cancún, au Mexique, où ils y ont retrouvé Sarah et Émilie. De plus, les autres Anges les ont ensuite rejoint afin de célébrer la fin de la saison. Enfin, Rawdolff et Ellen, deux des quatre Anges anonymes à ne pas avoir pas été sélectionnés à Las Vegas, ont intégré le groupe pour passer les derniers jours en compagnie des Anges.

| Candidat(e)              | A participé à                | Projet professionnel     |
| ------------------------ | ---------------------------- | ------------------------ |
| Sarah Lopez              | Secret Story 10              | Mannequin                |
| Nesma Lafhal             | Ange Anonyme                 | Mannequin                |
| Senna Hounhanou          | Les Anges 1 & 2              | Mannequin                |
| Mélanie Amar             | La Villa des cœurs brisés 2  | Mannequin lingerie       |
| Anthony Alcaraz          | Ange Anonyme                 | Comédien                 |
| Jonathan Zidane          | Secret Story 9               | Footballeur / Entraîneur |
| Anissa Jebbari           | Les Apprentis Aventuriers 1  | Mannequin                |
| Anthony Matéo            | La Belle et ses princes... 3 | Mannequin                |
| Milla Jasmine            | Les Anges 8                  | Comédienne               |
| Giuseppe Salamone        | Ange Anonyme                 | Footballeur              |
| Haneia Maurer            | Ange Anonyme                 | Comédienne               |
| Mickaël                  | Le Meilleur Pâtissier 5      | Pâtissier                |
| Luna Ginestet            | The Voice 5                  | Chanteuse                |
| Jordan Faelens           | Les Ch'tis 1,2,3,4,5 & 6     | Barbier                  |
| Kim Glow                 | Les Marseillais 2,3,4, & 5   | Chanteuse                |
| Apryl Canac              | Ange Anonyme                 | Chanteuse                |
| Laury Gandon             | Ange Anonyme                 | Fitness Girl             |
| Evy Caysac               | Les Princes de l'Amour 4     | Danseuse / Mannequin     |
| Thomas Adamandopoulos    | Les Marseillais 5            | Boxeur                   |
| Loana Petrucciani        | Les Anges 2                  | Aucun                    |
| Vincent Quieijo          | Les Anges 7                  | Aucun                    |
| Rawell Saiidii           | Les Marseillais 5            | Blogueuse Mode           |
| Rania Saiidii            | Ange Anonyme                 | Blogueuse Mode           |
| Carl Charron             | The Game of Love             | Mannequin / Comédien     |
| Raphaël Pépin            | Les Anges 7 & 8              | Barbier                  |
| Vincent Cohen-Szewczyk   | Les Ch'tis 1,2,3,4,5 & 6     | Cherche l'amour          |
| Alban Bartoli            | Les Anges 5                  | Chanteur                 |
| Barbara Lune             | Les Anges 7                  | Chanteuse                |
| Frédérique Brugiroux     | Les Anges 5 & 6              | Aucun                    |
| Julien Ettore Bert       | Les Anges 6                  | Coach sportif            |
| Sarah Chouiekh "Fraisou" | Les Anges 8                  | Aucun                    |
| Émilie Amar              | Friends Trip 2 & 3           | Aucun                    |
| Ellen Batelaan           | Ange Anonyme                 | Présentatrice météo      |
| Rawdolff Cuvelier        | Ange Anonyme                 | DJ                       |

## Saison 10:Let’s Celebrate
Une dixième saison de l’émission a été confirmée par Stéphane Joffre-Roméas, directeur des programmes de la chaîne NRJ 12, sur Europe 1 le 11 juillet 2017. À l’instar de la première saison, le tournage de cette saison se déroule à Los Angeles, aux États-Unis, depuis le 8 janvier 2018 et s'est achevé le 4 mars 2018. Saison anniversaire, celle-ci s’intitule Les Anges 10 : Let’s Celebrate. L'émission a été lancée sur NRJ 12 par un prime nommé En Route pour les Anges 10. Présenté par Aymeric Bonnery, il a été diffusé à 17 h 10 le 12 mars 2018, suivi des deux premiers épisodes inédits dès 18 h 5. Depuis le 13 mars 2018, la saison est diffusée du lundi au vendredi à partir de 18 h 50. Elle s'est terminée le 6 juillet 2018.
Les noms des deux premières candidates ont été révélés les 25 décembre 2017 et 8 janvier 2018 dans l'émission Le Mad Mag : il s'agit de Shanna Kress, qui a participé aux sixième et septième saisons du programme, et de Barbara Opsomer, finaliste de Secret Story 11. Le reste du casting de départ a finalement été officialisé le 9 janvier 2018 sur le plateau du Mad Mag. Il est composé de quatorze candidats, dont quatre d'entre-eux ont déjà participé au programme.
Cette saison, les Anges ont également un enjeu caritatif à réaliser. En effet, ils doivent récolter des fonds à travers différents défis pour l'association Un cadeau pour la vie, qui a pour but de venir en aide aux enfants hospitalisés.
Comme lors des saisons précédentes, les Anges ont reçu la visite de plusieurs invités, dont Tyler Henry, médium de stars aux États-Unis, encore Gary Dourdan, connu pour son rôle de Warrick Brown dans Les Experts ou encore Britney Spears. Anaïs Camizuli (Les Anges 6 & 7) est également venue passer deux jours auprès d'eux vers la fin de l'aventure.
Concernant les audiences, le premier épisode a été suivi par 343 000 téléspectateurs, représentant ainsi 2,5 % des parts de marché. Quant au deuxième épisode, il a réuni 321 000 téléspectateurs, soit 1,6 % des parts de marché.
| Candidat(e)               | A participé à                          | Projet professionnel      |
| ------------------------- | -------------------------------------- | ------------------------- |
| Barbara Opsomer           | Secret Story 11                        | Chanteuse                 |
| Florian Pagliara          | Mariés au premier regard 2             | Agent immobilier          |
| Maddy Burciaga            | Les Marseillais VS Le Reste du Monde 2 | Modèle photo              |
| Rémi Notta                | Les Marseillais VS Le Reste du Monde 2 | Coach sportif             |
| Manon Rey Vandoorsselaere | Les Marseillais 6                      | Maquilleuse               |
| Adrien Laurent            | Friends Trip 4                         | Modèle fitness            |
| Sarah Van Elst            | The Voice 4                            | Chanteuse                 |
| Tristan Defeuillet-Vang   | Ninja Warrior 2                        | Cascadeur                 |
| Claire Tomek              | Friends Trip 4                         | Modèle tattoo             |
| Jordan Gibky              | Secret Story 11                        | Créer son food truck      |
| Amélie Neten              | Les Anges 1,2,4,5,6 & 7                | Marraine de l'association |
| Vincent Quieijo           | Les Anges 7 & 9                        | Photographe               |
| Shanna Kress              | Les Anges 6 & 7                        | Chanteuse                 |
| Thomas Adamandopoulos     | Les Anges 9                            | Boxeur                    |
| Charles Theyssier         | Friends Trip 4                         | Kickboxeur / Mannequin    |
| Sarah Martins             | Friends Trip 4                         | Animatrice TV             |
| Léana Zaoui               | Les Princes de l'Amour 5               | Modèle photo              |
| Jawad "Jaja" Moussaoui    | Les Vacances des Anges 2               | Coiffeur                  |
| Raphaël Pépin             | Les Anges 7,8 & 9                      | Barbier                   |
| Sarah Chouiekh "Fraisou"  | Les Anges 8 & 9                        | Perdre du poids           |
| Émilie Nef Naf            | Les Anges 3                            | Coach nutritionniste      |
| Steven Bachelard          | Les Anges 7                            | DJ                        |
| Eddy Ben Youssef          | Les Anges 6,7 & 8                      | Chorégraphe               |
| Astrid Nelsia             | Friends Trip 4                         | Modèle photo              |
| Anaïs Camizuli            | Les Anges 6 & 7                        | Aucun                     |

## Saison 11:Back to Miami
La onzième saison des Anges se déroule en deux parties. La première, intitulée En route pour l'aventure !, se déroule à Marrakech, au Maroc. Elle a été lancée le 4 février 2019 avec deux épisodes inédits, suivis d'un épisode inédit chaque soir à partir de 19 h 5. Lors du séjour au Maroc, les Anges anonymes sélectionnés sont désignés par le parrain, Fabrice Sopoglian, épaulé par les Anges, pour se rendre à Miami ensemble pour la suite de l’aventure. Cette première partie se termine le 3 mars 2019.
La deuxième et principale partie de la onzième saison, intitulée Back to Miami, se déroule aux États-Unis, à Miami, en Floride, à l'instar des deuxième, cinquième et neuvième saisons. Elle fait suite à la phase de sélection des Anges anonymes. Le lancement est prévu pour le 3 mars 2019 par un prime spécial à 21 h. Puis, un épisode inédit est diffusé du lundi au vendredi à 19 h 5.
| Candidat(e)           | A participé à               | Projet professionnel |
| --------------------- | --------------------------- | -------------------- |
| Aurélie Dotremont     | Les Anges 5                 | Aucun                |
| Julien Guirado        | Les Anges 6                 | Footballeur          |
| Hillary Vanderosieren | Les Marseillais             | Présentatrice TV     |
| Thomas Adamandopoulos | Les Anges 9 & 10            | Coach boxe           |
| Stéphanie Clerbois    | Les Anges 3                 | Aucun                |
| Kentin Rogers         | Ange Anonyme                | Mannequin fitness    |
| Liyah Dia             | Ange Anonyme                | Chanteuse            |
| Beverly Bello         | La Villa des cœurs brisés 4 | Chanteuse            |
| Benjamin Ulm          | Ange Anonyme                | Chanteur             |
| Sephora Goignan       | Ange Anonyme                | Maquilleuse          |
| Raphaël Pépin         | Les Anges 7, 8, 9 & 10      | Gardien de but       |
| Nathanya Sion         | Ange Anonyme                | Mannequin            |
| Mehdi Khchab          | Ange Anonyme                | Footballeur          |
| Emy Buffa             | Ange Anonyme                | Mannequin            |
| Oussama El Mestari    | Pékin Express 11            | Magicien             |
| Romain Reinaud        | Ange Anonyme                | Crossfitteur         |
| Vanessa Lawrens       | Les Anges 5 & 6             | DJette               |
| Astrid Nelsia         | Les Anges 10                | Mannequin lingerie   |
| Céline Morel          | Ange Anonyme                | Mannequin            |
| Marvin Tillière       | Les Princes de l'Amour 5    | Aucun                |
| Illan Castronovo      | La Villa des cœurs brisés 4 | Aucun                |
| Barbara Opsomer       | Les Anges 10                | Aucun                |

| Candidat(e)              | A participé à                              | Projet professionnel      |
| ------------------------ | ------------------------------------------ | ------------------------- |
| Tiffany Gounin           | Koh-Lanta : Fidji                          | Comédienne                |
| Raphaël Pépin            | Les Anges 7, 8, 9 & 10                     | Gardien de but            |
| Montaine Mounet          | Les Marseillais 5 & 6                      | Cavalière                 |
| Jérémy Brun              | Top Chef 5                                 | Chef cuisinier            |
| Jelena Dukic             | La Villa des cœurs brisés 4                | Mannequin                 |
| Thomas Adamandopoulos    | Les Anges 9 & 10                           | Coach boxe                |
| Océane Amsler            | Beauty Match 1                             | Personal shopper          |
| Julien Guirado           | Les Anges 6                                | Footballeur               |
| Aurélie Dotremont        | Les Anges 5                                | Marraine de l'association |
| Céline Morel             | Ange Anonyme                               | Mannequin                 |
| Abel Marta               | The Voice 7                                | Chanteur                  |
| Liyah Dia                | Ange Anonyme                               | Chanteuse                 |
| Nicolò Federico Ferrari  | #Riccanza                                  | Animateur TV              |
| Emy Buffa                | Ange Anonyme                               | Mannequin                 |
| Rémi Notta               | Les Anges 10                               | Food truck                |
| Hillary Vanderosieren    | Les Ch'tis 2,3,4,5 & 6                     | Présentatrice TV          |
| Pascal Salviani          | Koh Lanta : Thaïlande                      | Mannequin                 |
| Oxanna Limousin          | Les Marseillais vs le Reste du Monde 1 & 3 | Mannequin                 |
| Alain Rocben             | Les Apprentis Aventuriers 3                | Mannequin fitness         |
| Léana Zaoui              | Les Anges 10                               | Mannequin                 |
| Sarah "Fraisou" Chouiekh | Les Anges 8, 9 & 10                        | Coach de vie              |
| Elisa De Panicis         | Les Vacances des Anges 3                   | Mannequin                 |
| Connor O'Neill           | Les Princes de l'Amour 6                   | Modèle photo              |
| Anastasiya Buryakovska   | Les Princes de l'Amour 5                   | Modèle photo              |
| Selim Arik               | 10 Couples Parfaits 2                      | Boxeur                    |
| Vivian Grimigni          | Les Anges 7                                | Recordman                 |
| Beverly Bello            | La Villa des cœurs brisés 3 & 4            | Chanteuse                 |
| Kentin Rogers            | Ange Anonyme                               | Mannequin fitness         |
| Sephora Goignan          | Ange Anonyme                               | Modèle photo              |
| Dominique-Damien Réhel   | Les Anges 2                                | Aucun                     |
| Yoann Boutonnet          | Les Vacances des Anges 3                   | Mission association       |
| Liam Di Benedetto        | Les Marseillais : South America            | Mission association       |

## Saison 12:Asian Dream
Une douzième saison, dont le tournage se déroule à Hong Kong, a été officialisée par NRJ12. Elle sera lancée le 3 février 2020 à 18 h 25 sur NRJ12 avec les deux premiers épisodes inédits puis à 19 h 15. À partir du 17 février 2020, à la suite des mauvaises audiences de la deuxième semaine de diffusion, NRJ12 déplace Les Anges à 18h05. Cette saison mise sur un casting initial quasiment inédit, et une nouvelle destination encore jamais explorée dans l'émission : l'Asie. Pour l'occasion, un nouveau logo et un nouveau thème d'ouverture sont introduits.
Durant la saison, les Anges ont reçu la visite de Jean-Claude Van Damme et de Thierry Marx. De plus, dans le cadre de leurs objectifs professionnels, ils ont voyagé aux quatre coins de l'Asie, notamment à Tokyo au Japon et Dubaï aux Émirats arabes unis.
En raison de la pandémie de Covid-19 en France pendant la diffusion de la saison, et des mesures de confinement qui en ont découlée, NRJ12 prend la décision de stopper provisoirement la diffusion de cette douzième saison, étant dans l'incapacité de livrer les épisodes inédits à temps. Il s'agit de la première fois de l'histoire de l'émission que la diffusion est interrompue au milieu de la saison. La saison 12 des Anges est donc remplacée par une rediffusion des cinquième et septième saisons du programme dès le 23 mars 2020. Le retour de la saison 12 est programmé pour le 6 juillet 2020, avec la rediffusion des épisodes déjà diffusés quelques mois plus tôt. La diffusion des épisodes inédits commence quant à elle le 24 août 2020, et prend fin le 4 décembre 2020, dix mois après la diffusion du premier épisode inédit.
À la suite de différentes polémiques survenues lors de la diffusion de la quatrième saison du spin-off des Anges: Les Vacances des Anges, ainsi que l'érosion des audiences constatée lors des dernières éditions du programme, NRJ 12 ne renouvelle pas Les Anges pour une treizième saison, faisant ainsi de cette douzième édition, la dernière saison des Anges.
| Candidat(e)             | A participé à                     | Projet professionnel     |
| ----------------------- | --------------------------------- | ------------------------ |
| Angélique Mastio        | Koh Lanta 2019                    | Fitness Girl             |
| Virgil Tayoum           | La Villa des cœurs brisés 4       | Boxeur                   |
| Cloé Cooper             | La Villa des cœurs brisés 4       | Mannequin                |
| Sébastien Pinelli       | 10 Couples Parfaits 3             | Breakdancer              |
| Sarah Lopez             | Les Anges 9                       | Influenceuse             |
| Illan Castronovo        | Les Anges 11                      | Cuisinier                |
| Chani Lenglet           | 10 Couples Parfaits 3             | Street Artist            |
| Jonathan Matijas        | Les Apprentis Aventuriers 4       | Comédien / Cascadeur     |
| Sofiane Tadjine         | Les Anges 2, 3 & 4                | Chanteur                 |
| Anissa Rieu Mailhol     | Le Cross 4                        | Mannequin                |
| Eddy Ben Youssef        | Les Anges 6, 7, 8 & 10            | Danseur                  |
| Hagda Prata             | La Bataille des couples 1         | Mannequin                |
| Kévin Boyer             | Big Bounce Battle, Secret Story 3 | Mannequin                |
| Jérémy Moscovici        | Top Chef 6                        | Cuisinier                |
| Rémy Solé               | The Voice 8                       | Chanteur                 |
| Yumee Katayama          | L'Île de la tentation 9           | DJette                   |
| Vanessa Lawrens         | Les Anges 5, 6 & 11               | Mannequin                |
| Sofiane Tadjine-Lambert | Les Anges 2, 3 & 4                | Chanteur                 |
| Océane Amsler           | Les Anges 11                      | Présentatrice            |
| Rania Saiidii           | Les Anges 9                       | Influenceuse             |
| Rawell Saiidii          | Les Anges 9                       | Influenceuse             |
| Matthieu Lacroix        | Les Marseillais 6                 | Comédien                 |
| Tiffany Gounin          | Les Anges 11                      | Comédienne               |
| Mehdi Fiorelli          | Les Princes de l'Amour 7          | Coach sportif            |
| Hillary Vanderosieren   | Les Anges 11                      | Aucun                    |
| Jony Hops               | Les Princes de l'Amour 7          | Photographe              |
| Elisa De Panicis        | Supervivientes 14 Les Anges 11    | Mannequin                |
| Lydia Meryeme           | Pékin Express 12                  | Décoratrice événementiel |
| Thomas Adamandopoulos   | Les Anges 9, 10 & 11              | Coach de boxe            |

## Procédures et condamnations
- En 2016, le programme est épinglé par l'Arcom en raison de scènes d'intimidation et de harcélement à l'endroit d'une candidate[105] et la chaine NRJ12 reçoit alors une mise en garde.  Le gendarme de l’audiovisuel a, dans un communiqué relayé par la presse, déploré que « plusieurs scènes portant directement atteinte à l’image des femmes en raison de propos stéréotypés et dégradant » ainsi que « des scènes d’intimidation envers une candidate » soient diffusées.
- Le CSA a également communiqué à NRJ12 son inquiétude quant à la tonalité de l'émission, qui serait marquée de vulgarité et de violence, donnant une représentation des femmes marquée par des stéréotypes dévalorisants et mettraient en avant de manière excessive de l’esprit d’exclusion et des conflits violents entre candidats[106],[78].
 Cette mise en garde s'ajoute à une observation des sages de l'Arcom d'un comportement jugé avilisant et dégradant, une candidate avait subi une bifle de la part d'un autre candidat sans son consentement durant le tournage en 2014[107]
- En 2016, Aurélie Preston, une candidate de la saison 8, porte plainte contre la production pour harcélement moral[108],[109] et pour violence, elle avait en effet reçu de la part d'un candidat un seau de javel sur le visage[110] .
- En 2018, Andréane Chamberland, une candidate de la saison 3 des Vacances des Anges, porte plainte contre la production pour « manquement à l’obligation de sécurité » et « travail dissimulé » et gagne en 2021[111].
- En 2021, une dizaine de candidates et d'ex-salariés de la production alertent sur le harcèlement subi, le sexisme banalisé [112],[113] ainsi que la drogue et l'alcool fournis par la production[114]. Plusieurs candidates dont Angèle Salentino portent plainte pour harcèlement, et l'enquête est toujours en cours fin 2022[115]. En avril 2025, il est révélé que la plainte déposée par Angèle Salentino est classée sans suite[116].

## Émissions spéciales

### Les Vacances des Anges
Les Vacances des Anges est une émission dérivée des Anges proposée par la chaîne NRJ 12. Le concept est de retrouver des candidats, principalement issus du programme, réunis pour passer des vacances. Cependant, pour en bénéficier, ils doivent travailler. L'émission compte quatre saisons, on y retrouve des candidats emblématiques du programme comme Amelie Neten, Marie Garet ou encore Thibault Garcia.
La première, intitulée All Stars et diffusée du 24 août 2015 au 16 octobre 2015, s'est déroulée sur l'île d'Ibiza, en Espagne. Elle a réuni différents candidats provenant de la première à la septième saison des Anges, qui avaient pour objectif de réaliser différentes tâches dans un club de vacances. Ainsi, chaque fins de semaine étaient ponctuées d'une élimination. En effet, les candidats qui avaient le moins bien travaillé étaient nommés par les doyennes. Néanmoins, l'un des Anges nommés pouvait être sauvé grâce au vote des autres Anges.
La deuxième saison, nommée Bienvenue chez les Grecs et diffusée du 28 août 2017 au 17 novembre 2017, a pris place en Crète, en Grèce. Selon le principe de la première saison, différents candidats de la première à la neuvième saison des Anges, accompagnés d'autres candidats issus de d'autres émissions de téléréalité, ont été réunis dans une villa à La Canée. Contrairement à la saison précédente, les Anges ne subissaient plus d'élimination chaque semaine mais travaillaient dans le but d'améliorer leur confort au sein de la villa, comme l'aménagement, les loisirs et les repas. En revanche, s'ils échouaient un travail, ils écopaient d'une sanction pouvant aller d'une simple coupure d'eau à la perte de la villa.
Une troisième saison, intitulée ¡ Viva España !, a été annoncée le 27 avril 2018. Diffusée du 27 août 2018 au 30 novembre 2018, celle-ci s'est déroulée à Marbella, en Espagne. Cette fois-ci, les Anges devaient travailler dans le but de gagner des « pesos », une monnaie fictive, pour leur permettre de vivre dans la villa. Lorsque l'objectif fixé chaque semaine n'était pas atteint, ils recevaient différentes sanctions, comme la fermeture de la villa, les contraignant à dormir dans la tente du jardin, ou encore l'élimination d'un candidat.
La quatrième saison, appelée Work Hard vs Play Hard, était diffusée du 29 mars 2021 au 2 juillet 2021. Tournée à Las Terrenas en République Dominicaine, le concept est différent des saisons précédentes : les candidats évoluent en tant que vacanciers ou travailleurs. Ces derniers doivent alors effectuer des tâches et des travaux pour espérer échanger leur place avec un Ange vacancier.

### Les Anges vous disent tout
Un reportage en deux parties a été diffusé le 10 janvier 2013 et le 17 janvier 2013. Les téléspectateurs y ont redécouvert les rendez-vous professionnels, les rencontres avec les stars américaines, les visites des plus beaux endroits de la planète et les disputes et les relations amoureuses des Anges des quatre premières saisons. Des candidats emblématiques révèlent des anecdotes inédites. Sheryfa Luna, Colonel Reyel, Séverine Ferrer, Matthieu Delormeau et d'autres personnalités donnent leurs avis ainsi qu'une équipe de journalistes.
Les participants
- Amélie Neten (saisons 1, 2 & 4)
- Astrid Poubel (saisons 1 & 2)
- Diana Jones (saisons 1 & 2)
- Marlène Duval (saisons 1 & 3)
- Caroline Receveur (saison 2)
- Marvin Maarek (saison 2)
- Loana Petrucciani (saison 2)
- Sofiane Tadjine (saisons 2, 3 & 4)
- Kamel Djibaoui (saison 3)
- Myriam Abel (saisons 3 & 4)
- Aurélie Van Daelen (saison 4)
- Bruno Moneroe (saison 4)
- Marie Garet (saison 4)
- Nabilla Benattia (saison 4)
- Anthony Amar (saison 4)
- Julia Flabat (saison 4)
- Catherine Brun (saison 4)

### Les Anges fêtent Noël
Après les États-Unis et l'Australie et avant la septième saison, les Anges les plus emblématiques se sont retrouvés dans un chalet à la montagne pour se prêter au jeu des confidences et revenir sur leurs meilleurs souvenirs de tournage et les bêtisiers. Le prime, présenté par Matthieu Delormeau, a été diffusé le 23 décembre 2014.
Les participants
- Amélie Neten (saisons 1, 2, 4, 5 & 6)
- Kamel Djibaoui (saison 3)
- Myriam Abel (saisons 3 & 4)
- Aurélie Van Daelen (saison 4)
- Bruno Moneroe (saison 4)
- Capucine Anav (saison 5)
- Frédérique Brugiroux (saisons 5 & 6)
- Benjamin Machet (saisons 5 & 6)
- Shanna Kress (saison 6)
- Thibault Kuro Garcia (saison 6)
- Anaïs Camizuli (saison 6)
- Eddy Ben Youssef (saison 6)
- Dania Giò (saison 6)

## Audiences
Les deux premières saisons offrent des scores d'audience assez bons pour NRJ 12 qui, à l'époque, n'était qu'une petite chaîne de télévision. Ensuite, la saison 3, diffusée de septembre à novembre 2011, a réalisé la pire moyenne d'audience avec 298 000 téléspectateurs pour 2,3 % de parts de marché. En revanche, la saison 4 a multiplié l'audience de l'émission par deux, moyennant 790 000 téléspectateurs et 6,9 % de PDA. La saison 5 reste la saison de tous les records, avec une moyenne de 900 000 téléspectateurs pour une part de marché de 7,3 %. En 2014, la saison 6 offre des scores plus bas pour NRJ 12 en réunissant 787 000 téléspectateurs en moyenne et 6,3 % de PDA. En 2015, la septième saison des anges rassemble 636 000 fidèles et 5,3 % de PDA. La saison 11 obtient la pire moyenne en téléspectateurs depuis la saison 3, avec 265 000 personnes
Le score d'audience le plus haut de l'émission depuis son lancement en janvier 2011 est celui du 12 juin 2012, avec une moyenne de 1 180 000 téléspectateurs pour 10,3 % de parts de marché. En revanche, le score le plus bas est celui du 4 février 2020 avec une moyenne de seulement 58 000 téléspectateurs pour 0,2% de parts de marché.
| Saison | Période                                                      | Nombre de téléspectateurs | PDM   |
| ------ | ------------------------------------------------------------ | ------------------------- | ----- |
| 1      | 10 janvier 2011 – 17 février 2011                            | 450 000                   | 4 %   |
| 2      | 23 mai 2011 – 25 juin 2011                                   | 450 000                   | 4,8 % |
| 3      | 26 septembre 2011 – 2 décembre 2011                          | 298 000                   | 2,3 % |
| 4      | 16 avril 2012 – 29 juin 2012                                 | 840 000                   | 6,9 % |
| 5      | 4 mars 2013 – 2 juillet 2013                                 | 900 000                   | 7,3 % |
| 6      | 9 mars 2014 – 6 juillet 2014                                 | 781 000                   | 6,3 % |
| 7      | 8 mars 2015 – 5 juillet 2015                                 | 636 000                   | 5,3 % |
| 8      | 22 février 2016 – 1er juillet 2016                           | 620 000                   | 4,7 % |
| 9      | 6 février 2017 – 30 juin 2017                                | 563 000                   | 4,2 % |
| 10     | 12 mars 2018 – 6 juillet 2018                                | 407 000                   | 2,5 % |
| 11     | 4 février 2019 – 5 juillet 2019                              | 264 000                   | 1,5 % |
| 12     | 3 février 2020 – 20 mars 2020 24 août 2020 – 4 décembre 2020 | 160 000                   | 1,2%  |

## Discographie

### Albums
- 2015 : Les Anges 7 : La Compilation Officielle (NRJ Music)CD1

1. Cheerleader (Felix Jaehn Remix / Radio Edit) - OMI - 3:00
2. The Wild In Me - Barbara Lune - 2:43
3. Are You With Me (Radio Edit) - Lost Frequencies - 2:18
4. Intoxicated - Martin Solveig & GTA - 4:17
5. Él No Te Da - Dasoul - 4:08
6. Lonely (feat. Baby Bash) - Jon Ali - 3:18
7. Somebody (feat. Jeremih) - Natalie La Rose - 3:09
8. Heartbeat Song - Kelly Clarkson - 3:19
9. Ah Yeah So What (feat. Wiley & Elen Levon) - Will Sparks - 3:15
10. The Power (feat. Eden Martin) [Radio Edit] - Muttonheads - 2:40
11. Fresh Prince (feat. Uncle Phil)- Soprano - 3:19
12. Lipstick (feat. Pitbull) [Radio Edit] - Sophia Del Carmen - 3:37
13. Chucucha - Ilegales & Matt Houston - 3:41
14. The Boy Is Mine (feat. Dry) - When We Were Young - 3:18
15. Magic (feat. Mike Louvila) - Panzer Flower - 3:24
16. Donne-moi le LA (feat. Big Ali) - Maude - 3:21
17. For You (feat. Brooklyn Haley) [Radio Edit] - Nils van Zandt - 2:47
18. C'est tout moi - Black M - 3:50
19. Radio - Shanna Kress - 3:03

CD2
1. Lean On (feat. Mo) - Major Lazer & DJ Snake - 2:57
2. Firestone (feat. Conrad) - Kygo - 3:24
3. I'm Not Rich - The King's Son - 3:16
4. Five More Hours - Deorro & Chris Brown - 3:31
5. Doucement - Makassy - 3:20
6. Break The Rules - Charli XCX - 3:23
7. Sun Goes Down (feat. Jasmine Thompson) - Robin Schulz - 5:47
8. Outlines (Radio Edit) - Mike Mago & Dragonette - 2:56
9. Ailleurs (feat. Skalpovich) - TLF - 3:25
10. I'm An Albatraoz - AronChupa - 2:44
11. Walilowelela - Luyanna & Mampi - 3:36
12. One Heart (feat. P. Moody) - ItaloBrothers & Floorfilla - 3:20
13. Make Me Feel Better (Radio Edit) - Alex Adair - 3:18
14. They Don't Know Us (Radio Edit) - Borgeous - 3:17
15. Saltimbanque - Keen'V - 3:47
16. The Nights (Avicii By Avicii) - Avicii - 4:24
17. In Motion - Jon Ali - 3:08
18. Runaway (U & I) - Galantis - 3:47
19. We Can Make It Right (Latino Mix) - Générique Les Anges 7
20. "Paranoïa" Jul